# Pararaphidoglossa bicarinata
Pararaphidoglossa bicarinata är en stekelart som beskrevs av Giordani Soika 1978. Pararaphidoglossa bicarinata ingår i släktet Pararaphidoglossa och familjen Eumenidae. Inga underarter finns listade i Catalogue of Life.